# 大島藤次郎
大島 藤次郎（おおしま とうじろう、1873年6月5日 - 1961年2月21日）は大正時代日本の政治家、地主。愛知県東春日井郡小幡村（現在の名古屋市守山区）出身で、守山町の第6代町長を務めた。

## 経歴
1873年（明治8年）6月5日、愛知県東春日井郡小幡村で大島宇吉・さく夫妻の次男として生まれる。宇吉は小幡大島本家10代当主・大島宇右衛門の三男で、東大島家を分家した大島為三郎の養子となった後に同家を継いでいた。
1919年（大正8年）、小幡村他3村を前身とする守山町の第6代町長に就任。兄の慶治郎は父の宇吉が経営する新愛知新聞社の支配人となったのに対して藤次郎は同社の経営に直接関わらず、東大島家第3代当主として先祖伝来の土地を管理する地主の業務に専念していたが、長男の一郎は新愛知に入社し慶治郎の急逝後に支配人、宇吉の没後に2代目社長となり1942年（昭和17年）に競合紙の名古屋新聞と合併して新たに発足した中部日本新聞社の初代社長に就任、戦後は長らく同社の社主を務めている。また、五女・ゆきの夫で藤次郎の娘婿となった大島一衛（旧姓・山中）は新愛知傘下の國民新聞に出向し、都新聞との合併で発足した東京新聞社の理事・工務局長を務めた。
1961年（昭和36年）2月21日、脳動脈硬化症のため死去。享年89（満87歳没）。東洋大学名誉教授の大島建彦（ゆきの長男）および中日新聞社最高顧問・元社長の大島宏彦（ゆきの次男で、一郎に養嗣子として迎えられる）は孫、現社長の大島宇一郎（宏彦の長男）は曽孫。